# Hypoxis canaliculata
Hypoxis canaliculata är en enhjärtbladig växtart som beskrevs av John Gilbert Baker. Hypoxis canaliculata ingår i släktet Hypoxis och familjen Hypoxidaceae.
Artens utbredningsområde är Angola. Inga underarter finns listade i Catalogue of Life.